# 妙国寺 (姫路市)
妙国寺（みょうこくじ）は、兵庫県姫路市五軒邸にある日蓮宗の寺院で、山号は常在山である。旧本山は四条門流妙顕寺、繁珠会（達師法縁）。

## 歴史
天文20年（1551年）、本講院日受を開山に置塩城下に建立された（跡地は現在妙國寺屋敷と呼ばれる）。その後河間町に移転し、慶長年間（1596年 - 1615年）に池田輝政の姫路城築城時の城下町建設にともない現在地に移転した。周辺は寺町で本領寺、妙善寺、法華寺、円光寺、妙立寺、大法寺などの寺院が立ち並ぶ。昭和20年（1945年）7月4日には姫路大空襲で焼失した。

## 歴代
- 本講院日受（開山）

## 境内
- 本堂
- 山門

## 関連資料
- 『『生野道』をたずねて』姫路市教育委員会文化財課（2017年）